# Соун, Генри
Генри Соун (англ. Henry Soane; 1622 — 1661) — политик и землевладелец колониальной Виргинии. 13-й спикер палаты бюргеров (1661).
Он прибыл в Виргинию в 1651 году и поселился в районе Джеймс-Сити. В 1652–1655, 1658 и 1660–1661 годах он был членом палаты бюргеров и в 1661 году стал её спикером. В том же году он скончался.
Соун был женат на Джудит Фуллер, с которой имел 5 детей. Его правнук — Питер Джефферсон был отцом третьего президента США Томаса Джефферсона.